# Зоркальцев, Виктор Ильич
Ви́ктор Ильи́ч Зо́ркальцев (29 августа 1936, Де-Кастри, Дальневосточный край — 15 декабря 2010, Москва) — советский и российский государственный деятель, первый секретарь Томского областного комитета КПСС (1986—1990 гг.), председатель Комитета по делам общественных объединений и религиозных организаций Государственной Думы РФ (1994—2003 гг.).

## Биография
Родился 29 августа 1936 года в поселке Де-Кастри Ульчского района (ныне — Хабаровского края) в семье военнослужащего. В раннем возрасте с родителями переехал в г. Томск. Русский. Отец — Зоркальцев Илья Ефимович, погиб на фронте советско-финской войны 2 марта 1940 года. Мать — Зоркальцева Александра Игнатьевна, умерла 27 мая 1984 года. В 1960 году окончил Томский инженерно-строительный институт по специальности «инженер-строитель». В 1962 году окончил вечерний Университет марксизма-ленинизма при Томском городском комитете КПСС. С 1962 года — член КПСС. В 1960—1964 гг. — мастер, старший прораб строительного управления в Томске. В 1964—1967 гг. — заведующий отделом промышленных комсомольских организаций, заведующий отделом пропаганды и культурно-массовой работы, в 1967—1969 гг. — секретарь Томского обкома ВЛКСМ.
В 1969 году окончил Высшую партийную школу при ЦК КПСС. В 1969—1970 годах — второй секретарь Асиновского райкома КПСС, в 1970—1978 годах — первый секретарь Колпашевского горкома КПСС. В 1978—1983 годах — первый секретарь Стрежевского горкома КПСС. В 1983—1984 годах — первый заместитель председателя Томского областного исполнительного комитета. В 1984—1985 годах — второй секретарь Томского областного комитета КПСС. В 1985—1986 годах — инспектор ЦК КПСС. С января 1986 по июнь 1990 года — первый секретарь Томского областного комитета КПСС (последний фактический глава области на данном посту). Внес определённый вклад в развитие нефтяной промышленности, дальнейшее развитие города Стрежевого и становление города Кедрового. Уделял большое внимание вопросам сельского хозяйства. В эти годы Томская область по продуктивности молочного стада вошла в число передовых в РСФСР.
В 1985—1990 годах — депутат Верховного Совета РСФСР. В 1990—1993 годах — народный депутат РСФСР (Асинский территориальный избирательный округ № 699 Томской области) и депутат Томского областного Совета народных депутатов. В 1990—1991 годах — заместитель председателя Контрольно-наблюдательной комиссии по Нагорному Карабаху. В ноябре 1991 — октябре 1993 года — член комитета Верховного Совета РСФСР—РФ по промышленности и энергетике, член фракции «Коммунисты России». Принимал участие в разработке проекта Конституции РСФСР, предложенного им VI Съезду народных депутатов РСФСР (апрель 1992) в противовес проекту Конституционной комиссии, которую возглавлял президент Б. Н. Ельцин.
Член КПСС в 1962—1991 гг. Член КПРФ с 1992 г. Член ЦК КПСС (1986—1990), затем — член ЦК КП РСФСР. Делегат XXV—XXVIII съездов КПСС и XIX Всесоюзной конференции КПСС.
В 1992 году — представитель КПСС в Конституционном суде по делу о проверке конституционности указов президента РСФСР «О приостановлении деятельности Коммунистической партии РСФСР», «Об имуществе КПСС и Коммунистической партии РСФСР» и «О деятельности КПСС и КП РСФСР», а также о проверке конституционности КПСС и КП РСФСР.
Стал одним из инициаторов II восстановительного съезда КП РСФСР, член президиума инициативного комитета по созыву съезда коммунистов РСФСР. В феврале 1993 года на чрезвычайном съезде КП РСФСР, которая была преобразована в КПРФ, избран членом ЦИК КПРФ. 14 февраля 1993 года избран заместителем председателя ЦИК КПРФ, занимал эту должность до 22 января 1995 года. Член президиума ЦК (ЦИК) КПРФ с 14 февраля 1993 по 3 декабря 2000 года.

### Работа в Государственной думе
В декабре 1993 года избран депутатом Государственной думы первого созыва. Был председателем Комитета по делам общественных объединений и религиозных организаций, членом фракции КПРФ. Один из авторов законопроекта о возмещении вкладов, потерянных населением в ходе реформ.
В 1995 году избран депутатом Госдумы второго созыва.
С августа 1996 года — первый заместитель председателя исполкома НПСР.
С октября 1997 — член Комиссии при Президенте по противодействию политическому экстремизму.
В 1998—2000 годах — председатель исполкома НПСР.
В 1999 году избран депутатом Госдумы третьего созыва. Был председателем Комитета по делам общественных объединений и религиозных организаций.
В Госдуме был организатором работы фракции КПРФ, являлся инициатором принятия ряда законов: об общественных объединениях; о профсоюзах; о собраниях, митингах, шествиях; о политических партиях; об увековечивании Победы советского народа в Великой Отечественной войне; о восстановлении обесцененных сбережений граждан; об обращениях граждан; о правовых гарантиях оппозиционной деятельности и т. д.; подготовлены законопроекты: о запрещении пропаганды фашизма в РФ; о сохранении памятников культуры советской эпохи: мавзолея В. И. Ленина, мемориальных мест; о творческих работниках, о творческих объединениях.
В декабре 2003 года баллотировался на выборах в Госдуму четвёртого созыва по Мытищинскому одномандатному избирательному округу № 109 (Московская область), избран не был. Занял четвёртое место после Бориса Надеждина, Владимира Аристархова и Аркадия Баскаева.
15 декабря 2010 года скончался в Москве на 75 году жизни после тяжёлой продолжительной болезни. Похоронен на Бактинском кладбище Томска.

## Награды и звания
Награждён орденами «Знак Почёта» (1971), Трудового Красного Знамени (1973), Октябрьской Революции (1981), Ленина (1986), медалями «За доблестный труд. В ознаменовании 100-летия со дня рождения Владимира Ильича Ленина» (1970), «За освоение недр и развитие нефтегазового комплекса Западной Сибири» (1980), «Ветеран труда» (1990).
Почётный доктор Томского государственного архитектурно-строительного университета.

## Семья
Жена — Зоркальцева Елена Николаевна (1937 г.р.), сын Алексей (1959 г.р.) и 2 внучки.

## Труды
- Восстановленная ценность: проблемы возврата дореформенных сбережений. В. И. Зоркальцев. Издательство ИТРК. Москва. 2003.
- Духовное единение. В. И. Зоркальцев. Издательство ИТРК. Москва. 2003.
- Духовное единение: (Православный мир и духовное единство народов). Европейская межпарламентская ассамблея православия. В. И. Зоркальцев. Издательство «К единству!». Москва. 2003.